# Antonia Torre Yela
Antonia Torre Yela (Madrid, Barri deTetuan-Chamartín de la Rosa, 1922 - Madrid, 19 de febrer de 1940) va ser una jove obrera espanyola pertanyent a les Joventuts Socialistes Unificades (JSU) afusellada en les tàpies exteriors del cementiri de l'Almudena. Se la considera la «Rosa número catorze».

## Trajectòria
Els seus pares, originaris de la província de Burgos, havien sigut els guardes d'una finca de Colmenar Viejo. Quan la família es va traslladar a Madrid, van anar a viure al barri de Tetuan, al terme de Chamartín de la Rosa (incorporat a Madrid capital el 1948). El pare va ser guarda jurat i la jove Antonia Torre treballava en una fàbrica de sobres. Per causa de les penalitats de la Guerra Civil, van morir els pares i almenys dos dels seus germans van caure al front. Vivien al carrer Manchegos i era veïna i amiga de Luisa Rodríguez de la Fuente, del grup de les Tretze Roses. Ambdues, durant el conflicte armat, van col·laborar fent treballs a la rereguarda republicana.
Torre Vela s'havia es va afiliat a les JSU l'octubre de 1936 i, poc després d'acabar la guerra, va tornar a ser captada per Julián Muñoz Tárraga, cap del sector de Chamartín de la Rosa, que intentava reconstruir el partit a la clandestinitat. El 3 de juny de 1939, va ser detinguda juntament amb Luisa Rodríguez de la Fuente i traslladada a la comissaria del carrer Lagasca, on va ser interrogada, maltractada i vexada abans de ser ingressada a la presó de Ventas. Va comparèixer davant d'un consell de guerra, en la causa de les Tretze Roses i, en la sentència del 13 d'agost d'aquell mateix any, va ser condemnada a la pena capital. No obstant això, per un error burocràtic, el seu nom va ser transcrit com Antonio. Un ofici de la Prefectura del Servei d'Ordre Públic de Madrid, incorporat a la causa, informava que en les execucions portades a terme a les 4:30 hores del 5 d'agost de 1939, no s'havia pogut efectuar la d'Antonio Torre Yela. Aquest error només li va prolongar la vida fins al 19 de febrer de 1940 quan va ser afusellada als divuit anys d'edat, al costat de les germanes Concepción i Fernanda Casado Malsipica.
La pena capital li va ser aplicada per estar «implicada en el treball clandestí de l'organització delictiva de les JSU». La sentència d'aquell procés va ser extensiva a 57 processats per llur pertinença a les JSU i el Partit Comunista d'Espanya (PCE), tots acusats del delicte d'adeshión a la rebelión, previst i penat en l'article 238 del Codi de Justícia Militar i agreujat per  la «transcendència i la perillositat dels fets».